# Barrington John Bayley
Barrington John Bayley (ur. 9 kwietnia 1937 w Birmingham; zm. 14 października 2008) – angielski pisarz s-f.
Barry Bayley urodził się w Birmingham, wykształcenie zdobył w Newport. W 1955 roku wstapił do Royal Air Force. W lotnictwie zaczął pisać, jego pierwsze opowiadanie opublikował "Vargo Statten Magazine".
W 1960 Bayley zaprzyjaźnił się z redaktorem "New Worlds", Michaelem Moorcockiem i wywarł silny wpływ na brytyjską fantastykę, będąc też znaczącą postacią Nowej Fali SF. Jego opowiadania regularnie ukazywały się na łamach "New Worlds", w którego redagowaniu brał udział, a także w antologiach sygnowanych przez Moorcocka. Jego pierwsza powieść, The Star Virus ukazała się w 1970 roku, jej pesymistyczny wydźwięk został później przywołany przez innych brytyjskich pisarzy, takich jak:M. John Harrison, Brian Stableford czy Bruce Sterling. Napisał tez kilka utworów osadzonych w uniwersum Warhammer 40,000.
Bayley zmarł z powodu powikłań raka jelita grubego 14 października 2008 roku. 

## Twórczość
W Polsce jego oryginalna twórczość znana jest m.in. z opowiadań publikowanych w antologiach Kroki w nieznane i Rakietowe szlaki., i powieści Collision Course (1973, wyd. pol. Kurs na zderzenie, 1983,  "Czytelnik", seria "Z kosmonautą"), The Fall of Chronopolis (1974, wyd. pol. Upadek Chronopolis, 2015) i Eye of Terror (1999, wyd. pol. Oko terroru, 2003,  osadzona w świecie Warhammer 40.000).

### Powieści
- The Star Virus (1970)
- Annihilation Factor (1972)
- Empire of Two Worlds (1972)
- Collision Course (1973)
- The Fall of Chronopolis (1974)
- The Soul of the Robot (1974)
- The Garments of Caean (1976)
- The Grand Wheel (1977)
- Star Winds (1978)
- The Pillars of Eternity (1982)
- The Zen Gun (1983)
- The Forest of Peldain (1985)
- The Rod of Light (1985)
- The Sinners Of Erspia (2005)
- The Great Hydration (2005)

### Zbiory opowiadań
- The Seed of Evil (1979)
- The Knights of the Limits (1979)